# Atacs amb cartes bombes a Espanya de 2022
Els atacs amb cartes bombes a Espanya de 2022 fan referència a sis cartes bombes que es van enviar a diverses autoritats i empreses localitzades a Espanya en els dies 24 i 30 de novembre i l'1 de desembre del 2022. Han deixat un ferit lleu.

## Fets
El 24 de novembre de 2022 va arribar al Palau de la Moncloa, a Madrid, Espanya, una carta bomba dirigida al president del Govern d'Espanya, Pedro Sánchez. La bomba va ser destruïda en una explosió controlada, sense que es registressin ferits.
El 30 de novembre de 2022 es van enviar altres cartes bomba. La primera va ser enviada a l'ambaixada d'Ucraïna a Madrid, i va explotar quan un vigilant de seguretat la va obrir al jardí de l'ambaixada, deixant una «ferida molt petita» en un dit. L'empresa armamentística Instalaza, ubicat a Saragossa (Aragó), va rebre un paquet similar hores després.
L'1 de desembre de 2022, abans del començar el dia, una altra carta bomba va ser interceptada després de ser detectada per un escàner, en la base aèria de Torrejón de Ardoz, prop de Madrid. El paquet anava dirigit al Centre de Satèl·lits de la Unió Europea en la base. Aquest mateix dia, es va rebre una altra carta bomba en el Ministeri de Defensa, que va ser desactivada, i l'ambaixada estatunidenca a Madrid.

## Condemna
Pompeyo González Pascual fou condemnat pels fets a un total de 18 anys de presó, deu per un delicte de terrorisme i a vuit anys per delicte de fabricació, tinença, col·locació i ús d'explosius, inflamables o incendiaris amb finalitat terrorista.